# Целинное сельское поселение (Омская область)
Целинное се́льское поселе́ние — муниципальное образование в Русско-Полянском районе Омской области Российской Федерации.
Административный центр — село Целинное.

## История
Целинное сельское поселение ранее именовалось как Целинный сельский округ, например в переписи 2002 года,
Статус и границы сельского поселения установлены Законом Омской области от 30 июля 2004 года № 548-ОЗ «О границах и статусе муниципальных образований Омской области».

## Население
| 2010  | 2011  | 2012  | 2013  | 2014  | 2015  | 2016  | 2017  | 2018  |
| ----- | ----- | ----- | ----- | ----- | ----- | ----- | ----- | ----- |
| 1322  | ↘1317 | ↘1262 | ↘1220 | ↘1189 | ↘1164 | ↘1129 | ↗1131 | ↘1100 |
| 2019  | 2020  | 2021  | 2023  |       |       |       |       |       |
| ↗1101 | ↘1089 | ↘1029 | ↘974  |       |       |       |       |       |

Гендерный состав
По данным Всероссийской переписи населения 2010 года в гендерной структуре населения из 1322 человек мужчин — 625, женщин — 697 (47,3 и 52,7 % соответственно)

### Национальный состав
Согласно результатам переписи 2002 года, в национальной структуре населения русские большинство в одном населённом пункте — селе Целинное, в двух аулах большинство — казахи, и ещё в одном ауле — Шортамбай — без населения.

## Состав сельского поселения
| № | Населённый пункт | Тип населённого пункта       | Население |
| - | ---------------- | ---------------------------- | --------- |
| 1 | Бас-Агаш         | аул                          | 291       |
| 2 | Каратал          | аул                          | 15        |
| 3 | Целинное         | село, административный центр | 1016      |